# کوه هادسون
کوه هادسون (به اسپانیایی: Volcán Hudson) یک کوه و آتشفشان در شیلی است که در استان آیسن واقع شده‌است. کوه هادسون ۱٬۹۰۵ متر بالاتر از سطح دریا واقع شده‌است.